# Hermann Kamphusen
Hermann Kamphusen, auch Herman von Kampfhusen, († 7. November 1698 in Hamburg) war ein deutscher Maler des Barock.

## Leben
Kamphusen stammte möglicherweise aus den Niederlanden. Am 25. Juli 1661 wurde er in Hamburg Meister des Maleramts, später, am 24. Juli 1695, ist er auch als dessen Worthalter überliefert. Von 1678 bis 1695 ist er als Dekorationsmaler für die Oper am Gänsemarkt tätig. Dem Kunsthistoriker Lione Pascoli  (1674 in Perugia – 1744 in Rom) zufolge gehörte der hochbarocke Stilllebenmaler Christian Berentz zu den Schülern Kamphusens. Seine Bildnisse sind teilweise von zeitgenössischen Kupferstechern nachgestochen worden (z. B. Eberhard Werner Happel, Gottfried Gesius) und haben sich so erhalten.